# Вагон-музей объединения УНР и ЗУНР
«Вагон-музей объединения УНР и ЗУНР» также известный как «Петлюровский вагон» — двухосный пассажирский вагон пригородного сообщения, установленный в качестве памятника на железнодорожной станции Фастов-1 рядом со зданием вокзала. Внутри вагона находится памятная экспозиция, посвящённая подписанию «Акта объединения УНР и ЗУНР».

## Описание
1 декабря 1918 года Украинская Народная Республика (УНР) и Западно-Украинская народная республика подписали Предварительный договор (укр. Передвступний договір) о будущем объединении обоих государств. Данное событие при этом произошло не в самом Киеве, а на территории железнодорожного узла Фастов в штабном вагоне Симона Петлюры. 22 января 1919 года уже в самом Киеве на Софийской площади было объявлено об «Акте объединения».
В честь данного события, в 2001 году к Дню независимости Украины на станции Фастов-1 был поставлен на вечную стоянку двухосный пассажирский вагон пригородного сообщения (длина кузова 14 метров), аналогичный вагону, в котором располагался штаб Петлюры и в котором был подписан предварительный «Акт объединения». В нём открыли экспозицию, которая отражает исторический период на момент подписания данного договора.

## Администрация
Директор музея — Эдуард Мондзелевский, историк, председатель фастовского филиала общества «Просвита Т.Г. Шевченко».
Вход в музей бесплатный.